# Gryllotalpa vineae
Gryllotalpa vineae is een rechtvleugelig insect uit de familie veenmollen (Gryllotalpidae). De wetenschappelijke naam van deze soort is voor het eerst geldig gepubliceerd in 1970 door Bennet-Clark.